# Ołeksandr Zinczenko (piłkarz)
Ołeksandr Wołodymyrowycz Zinczenko (ukr. Олександр Володимирович Зінченко, ur. 15 grudnia 1996 w Radomyślu) – ukraiński piłkarz, występujący na pozycji obrońcy w angielskim klubie Arsenal oraz w reprezentacji Ukrainy. Uczestnik Mistrzostw Europy 2016, 2020 i 2024.

## Kariera klubowa
Wychowanek klubów DJuSSz Karpatia Radomyśl, Monolit Illicziwśk i Szachtar Donieck, barwy których bronił w juniorskich mistrzostwach Ukrainy (DJuFL). Pierwszy trener - Serhij Wołodymyrowycz Borecki (szef Okręgowego Związku Piłki Nożnej w Radomyślu). Karierę piłkarską rozpoczął 24 lipca 2013 w juniorskiej drużynie Szachtara. W lutym 2015 podpisał czteroletni kontrakt z rosyjskim FK Ufa. 20 marca 2015 debiutował w podstawowym składzie w meczu z FK Krasnodar. W maju 2016 po wygaśnięciu kontraktu opuścił Ufę. 4 lipca 2016 roku podpisał kontrakt z Manchester City F.C.. 26 sierpnia 2016 został wypożyczony do PSV Eindhoven.

## Kariera reprezentacyjna
Występował w juniorskich reprezentacjach Ukrainy w kategorii U-16, U-17, U-18 oraz U-19. W latach 2015–2017 grał w reprezentacji U-21. 12 października 2015 debiutował w seniorskiej reprezentacji Ukrainy w meczu z Hiszpanią w eliminacjach Mistrzostw Europy 2016 (0:1).

## Sukcesy
Manchester City
- mistrzostwo Anglii: 2017/18, 2018/19, 2020/21
- Puchar Anglii: 2018/19
- Puchar Ligi Angielskiej: 2017/18, 2018/19, 2019/20
- Tarcza Wspólnoty: 2019

### Arsenal
- Tarcza Wspólnoty: 2022/2023